# Zethus bicolor
Zethus bicolor är en stekelart som beskrevs av Henri Saussure 1852. Zethus bicolor ingår i släktet Zethus och familjen Eumenidae. Inga underarter finns listade i Catalogue of Life.